# Pailin (Stadt)
Pailin (Khmer ប៉ៃលិន, Umschrift: Pailĭn, IPA: [pai̯lin]) ist eine Stadt in West-Kambodscha nahe der Grenze zu Thailand, rund 80 Kilometer südwestlich von Battambang und 20 Kilometer östlich der thailändischen Grenze. In Pailin leben etwa 30.000 Einwohner (2004).
Lange galt Pailin als ein „geheimnisumwitterter“ Ort in West-Kambodscha: zwischen 1979 und 1997 diente die Region um Pailin als Rückzugsgebiet führender Rote-Khmer-Funktionäre (Ieng Sary, Nuon Chea), die mit ihren Guerilla-Truppen gegen die Regierung in Phnom Penh kämpften.

## Geschichte
Obwohl die Roten Khmer 1991 das Pariser Friedensabkommen von Paris unterzeichnet hatten, lehnten sie die Entwaffnung ihrer Streitkräfte ab. Als 1992 der UNTAC-Chef Yasushi Akashi nach Pailin fahren wollte, verweigerten diese ihm den Zutritt. Die Wahlen von 1993 wurden von den Roten Khmer boykottiert. 1994 wurde Pailin durch Regierungstruppen Hun Sens erobert, die Roten Khmer ergriffen die Flucht. Wenige Wochen später gelang ihnen jedoch die Rückeroberung „ihrer“ Stadt.
1996 unterzeichneten die Roten Khmer in Pailin unter Ieng Sary ein Abkommen mit Ministerpräsident Hun Sen: die Roten Khmer verpflichteten sich, ihren bewaffneten Widerstand aufzugeben und sich nicht in die politischen Auseinandersetzungen zwischen der CPP, Hun Sen, und der FUNCINPEC, Prinz Norodom Ranariddh, einzumischen. Dafür erhielten die Roten Khmer im Gegenzug Amnestie und die Erlaubnis, die reichhaltigen Edelstein- und Edelholzvorkommen in Pailin exklusiv auszubeuten und zu vermarkten. Bis 2001 gehörte Pailin zur Provinz Battambang, seitdem genoss Pailĭn den Status einer Sonderzone. 2008 wurde die Sonderzone Pailin per königlichem Dekret in die Provinz Pailin umgewandelt. 
1997 geriet Pailin in die Schlagzeilen – zumindest in Kambodscha: ein Friedensmarsch unter Leitung des buddhistischen Mönchs Maha Ghosananda, dem „Gandhi“ Kambodschas, führte von Battambang nach Pailĭn. Nach Ankunft der Friedensmarschierer in Pailin kam es zu einem kurzen Treffen zwischen Ghosananda und Ieng Sary. Im Juni 2005 besuchte König Norodom Sihamoni Pailin, zu einem Treffen mit Nuon Chea und Ieng Sary kam es nicht – aus Gründen ihres „hohen Alters“ und ihrer „angegriffenen Gesundheit“.

## Wirtschaft
Die Wirtschaft Pailins beruht heute im Wesentlichen auf drei Standbeinen: den Edelstein-Minen, den Edelholz-Vorkommen und den Spiel-Casinos an der kambodschanisch-thailändischen Grenze. Betreiber des Casino Caesar International sind der Rote-Khmer-Funktionär Ieng Sary und der Sohn des kambodschanischen Tycoon Teng Bunma. Zudem dient Pailin als Basis für die Räumung von Minen, die im Zeitraum 1975–1991 in der Region verlegt worden waren.

## Reisehinweise
Die Nationalstraße 57 von Battambang nach Pailin und weiter bis zur Grenze nach Thailand ist eine asphaltierte Landstraße. Innerhalb des Distrikts Pailin ist die Straße geschottert. Der Grenzübergang Psah Prum bei Pailin zu Thailand ist seit Januar 2004 auch für Ausländer geöffnet. Die Region von Pailin wird von der WHO als malariagefährdet (Malaria Tropica) eingestuft.

## Sehenswürdigkeiten
- Neue Markthalle
- Wat Khaong Kang (Buddhistisches Kloster)
- Wasserfälle von Bor Hoi
- Casinos (Caesar International Resort und Pailin Casino)